# Blue chip
Termenul de blue chip este o etichetă folosită pentru companiile publice considerate cele mai solide, mai eficiente și mai stabile de pe piață. Companiile blue chip de obicei vând produse și servicii bine cunoscute și larg acceptate și au ca și caracteristică principală performanțele financiare pozitive inclusiv în perioadele dificile, ceea ce contribuie la consolidarea renumelui de companie puternică, capabilă de dezvoltare.
Printre criteriile luate în calcul la numirea unei companii blue chip se numără: capitalizarea, lichiditatea, performanțele financiare, calitatea acționariatului și a managementului, poziția pe piață și activitatea derulată. Spre exemplu, pe piața de capital din România, companiile Băncii Române de Dezvoltare și Petrom sunt considerate blue chip-uri.